# (6033) 1984 SQ4
(6033) 1984 SQ4 (1984 SQ4, 1949 KO, 1977 KN) — астероїд головного поясу, відкритий 24 вересня 1984 року.
Тіссеранів параметр щодо Юпітера — 3,127.